# Tanaka Chikao
Tanaka Chikao (japanisch 田中 千禾夫; * 10. Oktober 1905 in Nagasaki, Präfektur Nagasaki; † 29. November 1995, Präfektur Tokio) war ein japanischer Dramatiker und Theaterleiter. Er war seit 1934 verheiratet mit der Dramatikerin und Schriftstellerin Tanaka Sumie, geborene Tsujimura.

## Leben
Tanaka studierte französische Literatur an der renommierten Keiō-Universität. In seiner Studienzeit nahm er am Forschungsseminar für Shingeki, wörtlich neues Theater von Shishi Bunroku und Kishida Kunio teil. Er debütierte 1933 mit dem Schauspiel Ofukuro (おふくろ, „Mutter“). 1934 heiratete er und zog mit seiner Frau nach Fujisawa in der Präfektur Kanagawa. Während des Krieges wurde er in die Präfektur Hiroshima evakuiert. Seine schriftstellerische Tätigkeit, die während des Krieges zum Erliegen kam, nahm er unmittelbar nach Kriegsende wieder auf. Eines seiner Hauptwerke Kumo no hatate (雲の涯) entstand.
Insbesondere ab 1951 gehörte er mehrere Jahre Kishida Kunios Bungaku-za an, wo er neben französischen Dramen auch die Werke Eugene O’Neills, Federico Garcia Lorcas und Luigi Pirandellos studierte. Ab 1951 war er Direktor, Dramaturg, Autor und Schauspiellehrer des von Senda Koreya gegründeten Haiyū-za. Für dieses schrieb er Stücke, mit denen er sich als erfolgreicher Vertreter des modernen Shingeki-Theaters profilierte. Sein Schreibstil war in dieser Zeit geprägt vom Existentialismus, etwa in Kyōiku (教育, „Erziehung“), für das er 1954 den Yomiuri-Literaturpreis erhielt. Ab Mitte der 50er Jahre unterrichtete Tanaka am „Tōhō Gakuen College of Drama and Music“ (桐朋学園芸術短期大学, Tōhō Gakuen Geijutsu Tanki Daigaku) in Chōfu Schauspiel. In seinem Stück Maria no kubi („Das Haupt der Maria“, 1959), für das er mit dem Kishida-Schauspielpreis ausgezeichnet wurde,  befasste Tanaka sich mit dem Atombombenabwurf auf Nagasaki.
Für seine theoretische Arbeit Gekiteki buntairon josetsu (劇的文体論序説, etwa Einführung in den dramatischen Stil) erhielt er 1978 den Mainichi-Kulturpreis. 1980 folgte die Auszeichnung mit dem Kaiserlichen Preis der Japanischen Akademie der Künste, in die er im Folgejahr aufgenommen wurde. Ebenfalls 1981 veröffentlichte er unter dem Titel Shingeki kanshō nyūmon (新劇鑑賞入門) eine Einführung in das Shingeki-Theater.
Nach dem Tode Tanakas ließ seine Frau, die Katholikin war, vor der Urakami-Kathedrale in Tanakas Heimatstadt Nagasaki einen Gedenkstein errichten.

## Werke (Auswahl)
- Kumo no hatate (雲の涯), „The edge of a cloud (a play in one act)“, übersetzt von Noah S. Brannen, in: Japan Christian quarterly, 44-4
- Maria no kubi (マリアの首), „The head of Mary, a Nagasaki fantasia“, übersetzt von David G. Goodman, in: Currency Press, Sydney
- „Four plays of Tanaka Chikao“, übersetzt von Thomas J. Rimer, in: Monumenta Nipponica, 31-3[3]